# Uģis Rotbergs
Uģis Rotbergs (ur. 1961) – łotewski polityk, działacz na rzecz ochrony środowiska, w latach 2010–2011 poseł na Sejm X kadencji. Od 2013 radny Rygi. 

## Życiorys
W 1984 ukończył studia z dziedziny leśnictwa w Łotewskiej Akademii Rolniczej w Jełgawie. W 2006 został absolwentem Ryskiego Instytutu Biznesu w Ryskim Uniwersytecie Technicznym (RTU). Od początku lat 90. uczestniczył w projektach World Wildlife Fund na Łotwie, zaś w latach 1994–2002 był dyrektorem łotewskiego oddziału WWF. Jest dyrektorem Światowej Fundacji Przyrody (łot. Pasaules dabas fonds), a także wiceprezesem Towarzystwa na rzecz Postępowych Przemian im. Meierovicsa (Meierovica biedrība par progresīvām pārmaiņām). Zasiada w zarządzie spółki "Skogssallskapet". 17 listopada 2010 został posłem na Sejm X kadencji. Nie wszedł w skład Sejmu XI kadencji. W wyborach w 2013 został radnym Rygi. 
Odznaczony niderlandzkim odznaczeniem "Gouden Ark".

## Odznaczenia
- Medal Rady Bałtyckiej – 2011[4]